# Міранда Косгроув
Міра́нда Те́йлор Ко́сґроув (англ. Miranda Taylor Cosgrove, 14 травня 1993, Лос-Анджелес) — американська акторка і співачка, знімалась у ролях Меган Паркер в серіалі «Дрейк і Джош», Саммер Хетавей в «Школі року» і Карлі Шей в «iCarly».

## Біографія
Народилася 14 травня 1993 року в Лос-Анджелес, Каліфорнія, США.
У три роки танцювала і співала в ресторані «Taste of LA». Прийшовши туди агент по таланту був вражений її співом і танцями, і відразу ж уклав з нею контракт.. Міранда знялася в декількох рекламах Burger King, McDonald's та інших компаній.
Успішною для неї стала дебютна роль у фільмі «Школа року», після зйомок у якому їй запропонували участь у телесеріалі «Дрейк і Джош». В наш час[коли?] вона є головною героїнею в телесеріалі «айКарлі» на каналі Nickelodeon. У 2007 році Міранда Косгров записала свій перший альбом для серіалу «айКарлі», де вона виконує головну роль.

## Фільмографія
| Рік       |    | Українська назва                    | Оригінальна назва                      | Роль               |
| --------- | -- | ----------------------------------- | -------------------------------------- | ------------------ |
| 2001      | с  | Таємниці Смолвіля                   | Smallville                             | Лана Ланг, 5 років |
| 2003      | ф  | Школа року                          | The School of Rock                     | Саммер Гетавей     |
| 2004—2007 | с  | Дрейк і Джош                        | Drake & Josh                           | Меган Паркер       |
| 2004      | с  | Основа для життя                    | Grounded for Life                      | Джессіка           |
| 2005      | мс | Що нового, Скубі-Ду?                | What's New, Scooby-Doo?                | Міранда Райт       |
| 2005      | мс | Ліло і Стіч                         | Lilo & Stitch: The Series              | дівчина / Сара     |
| 2005      | мф | Кролик пухнастик                    | Here Comes Peter Cottontail: The Movie | Мунк               |
| 2005      | ф  | Твої, мої і наші                    | Yours, Mine & Ours                     | Джоні Норт         |
| 2006      | ф  | Не поступитися Штейнам              | Keeping Up with the Steins             | Карен Сассмен      |
| 2006      | тф | Дрейк і Джош у Голлівуді            | Drake and Josh Go Hollywood            | Меган Паркер       |
| 2007      | тф | АйКарлі Вебізоди                    | iCarly Webisodes                       | Карлі Шей          |
| 2007      | с  | Голі брати                          | The Naked Brothers Band                | Міранда            |
| 2007      | с  | Зої 101                             | Zoey 101                               | Пейдж Говард       |
| 2007      | с  | Не така                             | Unfabulous                             | Космина            |
| 2007      | с  | Просто Джордан                      | Just Jordan                            | Ліндсі Чандлер     |
| 2007—2012 | с  | ICarly                              | iCarly                                 | Карлі Шей          |
| 2008      | тф | АйКарлі їде до Японії               | iCarly: iGo to Japan                   | Карлі Шей          |
| 2008      | тф | Щасливого Різдва, Дрейк і Джош      | Merry Christmas, Drake & Josh          | Меган Паркер       |
| 2009      | ф  | Дикий жеребець                      | The Wild Stallion                      | Ганна              |
| 2010      | с  | Гарна дружина                       | The Good Wife                          | Слоан Берчфілд     |
| 2010      | мф | Нікчемний я                         | Despicable Me                          | Марго              |
| 2010      | мф | Преображення будинку                | Home Makeover                          | Марго              |
| 2010      | мф | Нікчемний я: Міні-фільми. Міньйони  | Despicable Me: Minion Madness          | Марго              |
| 2011      | кф | Наша справа                         | Our Deal                               | нічна рептилія     |
| 2012      | мф | Нікчемний я: Переполох міньйонів 3D | Despicable Me: Minion Mayhem 3D        | Марго              |
| 2013      | мф | Нікчемний Я 2                       | Despicable Me 2                        | Марго              |
| 2013      | кф | Навчання водінню                    | Training Wheels                        | Марго              |
| 2013      | кф | Дівчина Гру                         | Gru's Girls                            | Марго              |
| 2015      | ф  | Мишина казка                        | A Mouse Tale                           | Саманта            |
| 2015      | ф  | Сторонній                           | The Intruders                          | Роуз Галшфорд      |
| 2015      | с  | Переповнений                        | Crowded                                | Ши                 |
| 2024      | мф | Нікчемний Я 4                       | Despicable Me 4                        | Марго              |